# Condado de Costilla
O Condado de Costilla é um dos 64 condados do Estado americano do Colorado. A sede do condado é San Luis, e sua maior cidade é San Luis. O condado possui uma área de 3 187 km² (dos quais 9 km² estão cobertos por água), uma população de 3 663 habitantes, e uma densidade populacional de 1 hab/km² (segundo o censo nacional de 2000). O condado foi fundado em 1 de novembro de 1861.